# Peter Scher
Peter Scher (* 30. September 1880 in Großkamsdorf; † 23. September 1953 in Wasserburg am Inn; eigentlich Fritz Hermann Schweynert) war ein deutscher Schriftsteller und Journalist. Peter Scher verwendete als Pseudonyme zudem Emanuel, Trim, Eff Ess, Leon Holly und Pierre Blagnere.
Peter Scher veröffentlichte zahlreiche Bücher und war als Herausgeber und Übersetzer tätig. Er schrieb für Zeitungen und Zeitschriften (Der Sturm, Die Weltbühne, Die Aktion, Der Brenner, Die Ente, Berliner Tageblatt, Vossische Zeitung oder die Frankfurter Zeitung) und war von 1914 bis 1916 und von 1919 bis 1930 Chefredakteur des Satireblatts Simplicissimus. Nach 1933 lebte Scher mit seiner Frau Helene, geb. Schneidt (1888–1958), als freier Schriftsteller zurückgezogen in Wasserburg am Inn. Sein literarisches Werk umfasst vor allem Gedichte und Prosatexte. In seinem Nachlass befindet sich ein umfangreicher Briefwechsel mit Liesl Karlstadt und Joachim Ringelnatz.
In Wasserburg erinnert ein Peter-Scher-Weg an den Autor.

## Werke
- (Leon Holly:) Sturm und Stille. (Erfurt: Brodmann 1904)
- (Leon Holly:) Kettenklirren. Gedichte und Erzählungen aus dem Gefängnis. (Berlin: Verlag der Tribüne 1908)
- (Emanuel:) Unkenrufe aus dem Tümpel der Kultur. Gedichte. Berlin: Verlag der Tribüne 1910
- Holzbock im Sommer und andere aktuelle Lyrik. (Berlin-Wilmersdorf: A. R. Meyer [1913])
- Das Herz der Else Lasker-Schüler. In: Der Sturm. Jg. 3, Nr. 148/149 vom Februar 1913. S. 273f.
- Die Flucht aus Berlin. Skizzen. München: Langen 1914  = Langens Mark-Bücher. Band 6.
- Kampf und Lachen. Konstanz: Reuß & Itta 1915  = Die Zeitbücher. Band  7.
- Das Friedenssanatorium. Konstanz: Reuß & Itta 1916  = Die Zeitbücher. Band 39.
- (Gustave Doré) Das heilige Rußland. Verdeutscht und herausgegeben von Peter Scher. München, A. Langen, (1917).
- Die Bruderschaft vom heiligen Wanst. Idyllen zur Zeitgeschichte. Dachau: Einhorn-Verlag 1919  = Bunte Einhorn-Bücher. Band 9.
- (Als Herausgeber:) Gottfried Keller: Sämtliche Erzählungen, Novellen und Legenden. (München: Rösl 1921)
- (Zusammen mit Th.Th. Heine:) Karl und Zitas Reise durch die Luft oder Kampf, Verrat und Untergang des letzten Habsburgers. (München: Simplicissimus-Verlag [1921])
- (Vorwort in:) Otto Julius Bierbaum: Briefe an Gemma. (München: Georg Müller 1921)
- (Als Herausgeber:) Otto Julius Bierbaum: Prinz Kuckuck. Leben, Taten, Meinungen und Höllenfahrt eines Wollüstlings, in einem Zeitroman.' Wohlfeile Ausgabe in einem Band. (München: Georg Müller 1922)
- Panoptikum. (Dachau: Einhorn-Verlag [1922])
- Anekdotenbuch. Mit Zeichnungen von Th.Th. Heine. (Berlin: Wegweiser-Verlag 1925)
- (Beitrag) [Gedichte.] Schröder-Kalender für Bücherfreunde 1925. Mit Radierungen von Fritz Heubner. München-Tegernsee, Verlagsanstalt vormals G. J. Manz A.-G. 1923
- (Zusammen mit Hermann Sinsheimer:) Das Buch von München. Mit Illustrationen von Arnold, Engl, Frischmann, Gulbransson, Neu, Rothballer, Schondorff, Unold. Piper Verlag, München [1928] = Was nicht im „Baedeker“ steht (Band III), Reprint 2021 (geplant):
- Urlaub im Süden. Von Sonne, Wein und heiteren Menschen. Zeichnungen von Helmuth von Ceyer. München: Einhorn-Verlag [1937]
- Gott gibt die Nüsse. Ein Roman von Freundschaft und Liebe. Stuttgart: Alemannen-Verlag 1938
- Für große Kinder. Mit Zeichnungen von Rudolf Englberger. (Stuttgart: Alemannen-Verlag [1938])
- Wilhelm Busch. (Stuttgart: Cotta 1938  = Die Dichter der Deutschen. Folge 2)
- Die heitere Seite. Privatdruck. Leipzig: Gerhard Schulze 1939.
- Frohe Einkehr. Von heiteren und besinnlichen Dingen. Stuttgart, Alemannen-Verlag [1940]
- Der Himmelfahrtstrank. Von allerhand Schabernack und Spaß, von seltsamen Tieren aus Gottes Garten und von der höheren Kunst zu lachen. Berlin: Siegismund 1940
- Drollige Käuze. Mit 20 Zeichnungen von Bele Bachem. Berlin: Siegismund 1940 = Deutsche Soldatenbücherei. Band 12.
- Gerade dies. Mit 30 Zeichnungen von Alfred Kubin. (Berlin: Siegismund [1940]
- Am Alltag vorbei. Mühlacker: Händle [1940]
- Freunde ringsum. Mühlacker, Händle, [1941]
- Der Freudensprung. Stuttgart: Alemannen Verlag [1942]
- (Neuauflage:) Gerade dies. Gedichte. Mit 27 Federzeichnungen von Alfred Kubin. Lorch: Bürger 1947)